# Scarturus elater
Il gerboa minore (Scarturus elater [H. Lichtenstein, 1828]) è una specie di roditore appartenente al genere Scarturus, un tempo incluso come molti altri suoi parenti nel genere Allactaga. È diffuso nelle regioni aride di gran parte dell’Asia, dalla Turchia e dall'Iran fino alla Russia, alla Mongolia e al nord della Cina.

## Descrizione
Scarturus elater è la specie di dimensioni più ridotte all'interno del proprio genere. La lunghezza testa-tronco varia da 9,0 a 11,5 cm, mentre la coda misura da 14,4 a 18,5 cm. I maschi pesano tra 54 e 73 g, le femmine leggermente meno (44-59 g). I piedi posteriori misurano 46-55 mm, le orecchie 29-39 mm. Pur essendo complessivamente piccolo, l'animale è caratterizzato da una coda molto lunga, orecchie sviluppate e lunghi arti posteriori. Il dorso è di colore grigio scuro o grigio fumo, i fianchi tendono al giallastro, mentre nuca, gola e regione ventrale sono di un bianco brillante. La coda presenta un vistoso pennacchio nero, con la punta bianca; nella maggior parte degli individui, una linea bianca dorsale divide il pennacchio stesso. I piedi posteriori possiedono cinque dita ben sviluppate, separate tra loro e provviste di strutture simili a pettini. I piedi anteriori sono più piccoli, con artigli molto più corti rispetto a quelli del gerboa della Mongolia (Orientallactaga sibirica). Le lunghe orecchie assumono la forma di un tubo quasi cilindrico.
| 3          | 1 | 0 | 1 | 1 | 0 | 1 | 3 |
| 3          | 0 | 0 | 1 | 1 | 0 | 0 | 3 |
| Totale: 18 |   |   |   |   |   |   |   |

Il cranio misura complessivamente tra 25 e 29 mm. Le ossa nasali risultano lunghe circa la metà della sutura tra osso frontale e parietale. Come in tutte le specie del genere, la dentatura mascellare presenta, per ogni metà, un incisivo trasformato in dente a scalpello, seguito da un diastema, un premolare e tre molari. Nella mandibola, invece, il premolare è assente. La formula dentaria comprende quindi un totale di 18 denti. Gli incisivi superiori non sporgono in modo marcato, e il diametro del premolare superiore è visibilmente inferiore a quello del terzo molare.

## Distribuzione e habitat
Il gerboa minore è presente nelle regioni aride dell'Asia, dal Caucaso, dall'estremo oriente della Turchia e dall'Iran fino al sud della Siberia, al nord della Cina e alla Mongolia. È segnalato anche in Afghanistan, Armenia, Azerbaigian, Georgia, Kazakistan, Kirghizistan, Pakistan, Tagikistan, Turkmenistan e Uzbekistan. In Cina è documentato esclusivamente nel nord della regione autonoma dello Xinjiang, in particolare nel bacino della Zungaria.

## Biologia
Il gerboa minore è prevalentemente notturno, ma può essere osservato anche poco dopo l'alba o prima del tramonto. Vive in diversi tipi di habitat all'interno di regioni aride, prediligendo semideserti sabbiosi, rocciosi o argillosi, nonché steppe. Evita sia i deserti privi di vegetazione sia le aree con copertura vegetale eccessiva. In generale, preferisce ambienti caratterizzati da vegetazione arbustiva sparsa, e si riscontra anche in associazione con coperture rade di Artemisia maritima, una specie alofila. Inoltre, è presente in ambienti modificati dall'uomo e lungo i margini di aree agricole.
Come tutte le specie del genere, S. elater è specializzato per il movimento rapido tramite salti lunghi, potendo raggiungere velocità fino a 48 km/h. La dieta è costituita principalmente da parti vegetali sotterranee e verdi, come tuberi, steli, foglie e semi, ma comprende anche insetti. È una specie solitaria e scava tane semplici, che possono trovarsi a pochi centimetri sotto il suolo o raggiungere una profondità di 60 cm e una lunghezza massima di circa 1,40 metri. Le tane sono solitamente chiuse all'esterno, con poco materiale espulso, risultando quindi difficili da individuare. Al centro si trova una camera-nido. Sono stati documentati quattro tipi principali di tane, che possono essere utilizzati simultaneamente: una tana estiva, una invernale, una destinata alla riproduzione con camera-nido e tane temporanee. Per scavare in terreni duri, l'animale impiega non solo gli arti anteriori e posteriori, ma anche gli incisivi. Nella maggior parte del suo areale, il gerboa minore va in letargo per circa quattro mesi, da metà novembre a metà marzo.
Il periodo riproduttivo si estende da aprile a luglio. Le femmine possono dare alla luce da uno a tre parti all'anno, ciascuno composto da due a otto piccoli. In media, la prima cucciolata è costituita da 4,5 individui, la seconda da 3,7. I maschi e alcune femmine raggiungono la maturità sessuale dopo 3-3,5 mesi.

## Tassonomia
Il gerboa minore è classificato come specie distinta all'interno del genere Scarturus, che comprende dieci specie. La sua prima descrizione scientifica risale al 1828, ad opera di Martin Hinrich Lichtenstein, basata su esemplari provenienti dall'ovest del Kazakistan.

## Conservazione

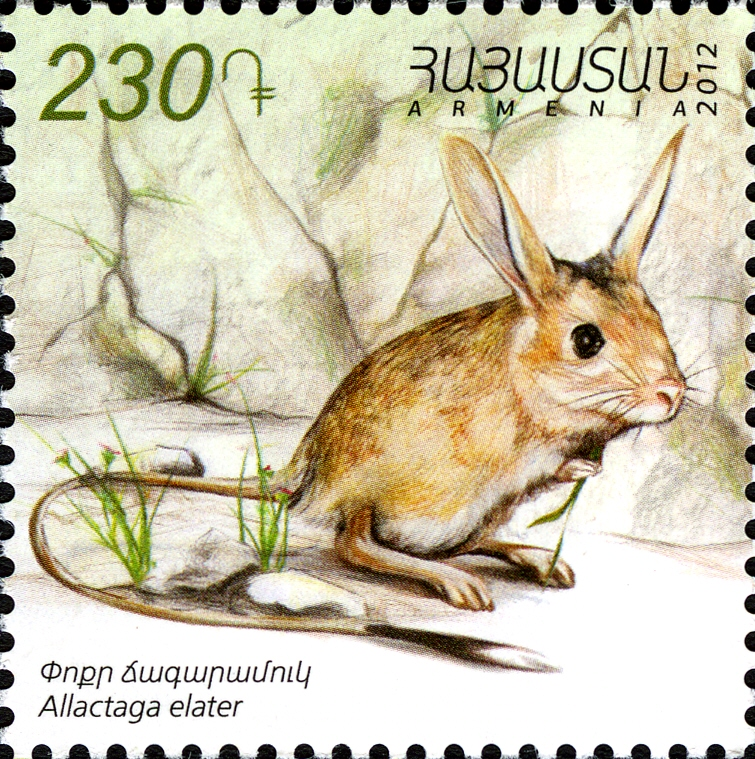
Gerboa minore su un francobollo armeno

La specie è attualmente classificata come «a rischio minimo» (Least Concern) dalla IUCN. Tale valutazione si basa sull'ampia estensione dell'areale e sulle presunte dimensioni elevate della popolazione globale. In generale, le popolazioni risultano stabili e la specie è relativamente comune all'interno del proprio areale. Tuttavia, in alcune regioni – in particolare a nord del Mar Caspio – si osservano declini legati alla conversione di steppe naturali in terre agricole o all'avanzamento della desertificazione. In Mongolia, la specie è minacciata dalla progressiva siccità e dall'essiccamento delle sorgenti. In Turchia, è presente in una piccola popolazione localizzata in un'area semidesertica, ma il suo habitat è compromesso dalle pratiche irrigue.
Le fluttuazioni numeriche sono tipiche per questa specie: il numero di individui può aumentare in alcuni anni, anche se la tendenza generale della popolazione è al declino.